# لمس‌درمانی
لمس‌درمانی (انگلیسی: Therapeutic touch) نوعی از انرژی درمانی است که ادعا می‌شود، باعث بهبود و کاهش درد و اضطراب بیمار می‌شود. در این نوع از درمانگری، فرد درمانگر ادعا می‌کند که با قرار دادن دست خود بر روی بیمار یا در نزدیکی بیمار، قادر به تشخیص و دستکاریِ میدانِ انرژیِ بیمار است.
در سال ۱۹۹۸ در آزمایشی که امیلی روزا انجام داد، مشخص شد که از میان ۲۳ درمانگری که ادعا می‌کردند از طریق لمس درمانی قادر به درمانگری هستند، هیچ‌کدام قادر به تشخیص «میدان انرژیِ» فردِ محقق نبودند. در پایانِ این پژوهش چنین نتیجه‌گیری شد که عدم توانایی مدعیان لمس درمانی در اثبات توانایی شان در تشخیص میدان انرژی که بنیادی‌ترین مورد ادعایشان است، نشان دهندهٔ بی اساس بودن این نوع از درمانگری است.